# Bassam Fayad
Bassam Fayad – francuski matematyk, profesor Uniwersytetu Marylandu w College Park. Zajmuje się układami dynamicznymi i teorią ergodyczną.

## Życiorys
Stopień doktora uzyskał w 2000 w École polytechnique, promotorem doktoratu był Michael Herman.
Swoje prace publikował m.in. w „Ergodic Theory and Dynamical Systems” i „Journal of Modern Dynamics” oraz najbardziej prestiżowych czasopismach matematycznych świata: „Annals of Mathematics”, „Inventiones Mathematicae" i „Journal of the American Mathematical Society”.
W 2018 roku wygłosił wykład sekcyjny na Międzynarodowym Kongresie Matematyków w Rio de Janeiro, a w 2019 był wyróżnionym prelegentem (keynote speaker) na konferencji Dynamics, Equations and Applications (DEA 2019).